# FreeDomLife
FreeDomLife（フリーダムライフ、略称：フリライ）は、2003年に結成した日本のラップ、ヒップホップグループ。別プロジェクトで、U-EnI（ユエニィ）としても活動している。

## メンバー

### 現メンバー
- ヒョウ（高橋彪牙）
- TABA-T

## バイオグラフィ
- プロレスの折原昌夫選手（メビウス）の入場曲を提供している。
- 漫画「新宿キッズ」（鈴木岳生、リイド社、1999年）はヒョウをモデルにしたものである。

## ディスコグラフィー

### シングル
- 「アイリメ」（2006年）（タイアップ：映画「ワナワナ。」主題歌）
- 「明日も遊ぼうよ」（2007年）
- 「ALL DAYS」（2008年）

### アルバム
- 「Mission1 around the way」（2010年）（U-EnI）

### 詩集
- 「生きてく上にて・・前みて上へ・・。」（日本文学館、高橋彪牙）